# Edgar Buchanan
Edgar Buchanan (Humansville, 20 marzo 1903 – Palm Desert, 4 aprile 1979) è stato un attore statunitense.

## Biografia
William Edgar Buchanan nacque a Humansville, nel Missouri, e all'età di sette anni seguì la famiglia che si trasferì nell'Oregon. Dopo gli studi alla University of Oregon, decise di seguire le orme professionali paterne e diventare dentista, laureandosi al North Pacific Dental College. Dal 1929 al 1937 esercitò la professione a Eugene, cittadina dell'Oregon.
Massone e membro della confraternita Theta Chi, nel 1939 lasciò l'attività di dentista alla moglie Mildred Marguerite Spence, che aveva sposato nel 1928, e si trasferì ad Altadena (California), dove ebbe le sue prime esperienze di recitazione con la Pasadena Community Playhouse, facendo la sua prima apparizione in un film nello stesso anno del suo arrivo.
Da allora al 1974 prese parte ad oltre 100 film, tra cui Ho sognato un angelo (1941), Un evaso ha bussato alla porta (1942), L'uomo del Colorado (1948), Dodici lo chiamano papà (1950), Sfida nell'Alta Sierra (1962), Fammi posto tesoro (1963), McLintock! (1963) e Beniamino (1974).
Fu attivo anche sul piccolo schermo, prendendo parte a molte serie televisive quali Hopalong Cassidy, in cui interpretò il ruolo del giudice Roy Bean, Cimarron City, The Rifleman, Maverick, Il carissimo Billy, Ai confini della realtà, Avventure lungo il fiume, Gunsmoke e Lo sceriffo del sud. Interpretò il ruolo di Uncle Joe nella serie Petticoat Junction, in 222 episodi tra il 1963 e il 1970.
Morì a seguito di un ictus, condizione aggravata anche da una polmonite, nel 1979 a Palm Desert. È sepolto al Forest Lawn Memorial Park.

## Filmografia parziale

### Cinema
- My Son Is Guilty, regia di Charles Barton (1939)
- Troppi mariti (Too Many Husbands), regia di Wesley Ruggles (1940)
- Arizona, regia di Wesley Ruggles (1940)
- Ho sognato un angelo (Penny Serenade), regia di George Stevens (1941)
- I due del Texas (Texas), regia di George Marshall (1941)
- Un evaso ha bussato alla porta (The Talk of the Town), regia di George Stevens (1942)
- Le sorprese dell'amore (Bride By Mistake), regia di Richard Wallace (1944)
- Il figlio di Robin Hood (The Bandit of Sherwood Forest), regia di Henry Levin e George Sherman (1946)
- If I'm Lucky, regia di Lewis Seiler (1946)
- Il mare d'erba (The Sea of Grass), regia di Elia Kazan (1947)
- L'uomo del Colorado (The Man from Colorado), regia di Henry Levin (1948)
- Dodici lo chiamano papà (Cheaper by the Dozen), regia di Walter Lang (1950)
- Il passo del diavolo (Devil's Doorway), regia di Anthony Mann (1950)
- La cavalcata dei diavoli rossi (Flaming Feather), regia di Ray Enright (1952)
- Il cavaliere della valle solitaria (Shane), regia di George Stevens (1953)
- It Happens Every Thursday, regia di Joseph Pevney (1953)
- Bella ma pericolosa (She Couldn't Say No), regia di Lloyd Bacon (1954)
- La bestia umana (Human Desire), regia di Fritz Lang (1954)
- Wichita, regia di Jacques Tourneur (1955)
- La legge del fucile (Day of the Badman), regia di Harry Keller (1958)
- La legge del più forte (The Sheepman), regia di George Marshall (1958)
- Cominciò con un bacio (It Started with a Kiss), regia di George Marshall (1959)
- Cimarron, regia di Anthony Mann (1960)
- Dimmi la verità (Tammy Tell Me True), regia di Harry Keller (1961)
- I comanceros (The Comancheros), regia di Michael Curtiz (1961)
- Sfida nell'Alta Sierra (Ride the High Country), regia di Sam Peckinpah (1962)
- I tre della Croce del Sud (Donovan's Reef), regia di John Ford (1963)
- McLintock!, regia di Andrew V. McLaglen (1963)
- Fammi posto tesoro (More Over, Darling), regia di Michael Gordon (1963)
- Gli indomabili dell'Arizona (The Rounders), regia di Burt Kennedy (1965)
- Beniamino (Benji), regia di Joe Camp (1974)

### Televisione
- Hopalong Cassidy – serie TV, 40 episodi (1952-1954)
- Screen Directors Playhouse – serie TV, episodio 1x08 (1955)
- Judge Roy Bean – serie TV, 39 episodi (1955-1956)
- General Electric Theater – serie TV, 7 episodi (1955-1959)
- Crossroads – serie TV, episodio 2x10 (1956)
- Climax! – serie TV, episodi 3x25-3x42 (1957)
- The Restless Gun – serie TV, episodi 1x30-1x35 (1958)
- Cimarron City – serie TV, episodio 1x07 (1958)
- 26 Men – serie TV, episodio 2x04 (1958)
- Maverick – serie TV, 5 episodi (1958-1961)
- Alfred Hitchcock presenta (Alfred Hitchcock Presents) – serie TV, episodio 5x04 (1959)
- Tales of Wells Fargo – serie TV, episodio 3x32 (1959)
- Ricercato vivo o morto (Wanted: Dead or Alive) – serie TV, episodi 1x28-1x36 (1959)
- Carovana (Stagecoach West) – serie TV, episodio 1x07 (1960)
- Outlaws – serie TV, episodi 1x07-1x08-2x24 (1960-1962)
- La valle dell'oro (Klondike) – serie TV, episodio 1x13 (1961)
- Bus Stop – serie TV, episodio 1x09 (1961)
- Il magnifico King (National Velvet) – serie TV, episodi 1x24-1x30 (1961)
- Ai confini della realtà (The Twilight Zone) – serie TV, episodio 3x23 (1962)
- Have Gun - Will Travel – serie TV, episodio 6x12 (1962)
- Thriller – serie TV, episodio 2x24 (1962)
- The Wide Country – serie TV, episodio 1x12 (1962)
- La fattoria dei giorni felici (Green Acres) – serie TV, 16 episodi (1965-1969)
- Petticoat Junction – serie TV, 222 episodi (1963-1970)
- Il virginiano (The Virginian) – serie TV, episodio 9x17 (1971)
- Lo sceriffo del sud (Cade's County) – serie TV, 24 episodi (1971-1972)

## Doppiatori italiani
- Mario Besesti in Un evaso ha bussato alla porta, Il figlio di Robin Hood, Ho sognato un angelo, Predoni della città, La sete dell'oro, I due del Texas, Troppi mariti, Vacanze pericolose, Bella ma pericolosa, Il cavaliere della valle solitaria, Le rocce d'argento, Il tesoro dei sequoia, Uniti nella vendetta, Wichita
- Carlo Romano in Il mare d'erba, I rinnegati, La bestia umana, Alba di fuoco, La sbornia di David, Sfida nell'Alta Sierra, Pistole roventi
- Olinto Cristina in Il figlio del delitto, La freccia nera, Cimarron, Il passo del diavolo, L'uomo dell'est
- Amilcare Pettinelli in La fossa dei dannati, La legge del fucile, Il cerchio si chiude
- Luigi Pavese in Buffalo Bill (1º ridoppiaggio), Stallone selvaggio, Dimmi la verità
- Lauro Gazzolo in Buffalo Bill, McLintock
- Gaetano Verna in Ombre sul mare
- Vinicio Sofia in La storia di Tom Destry